# Ruffano
Ruffano är en ort och kommun i provinsen Lecce i regionen Apulien i Italien. Kommunen hade 9 741 invånare (2017).